# Viện Hàn lâm Khoa học Phổ

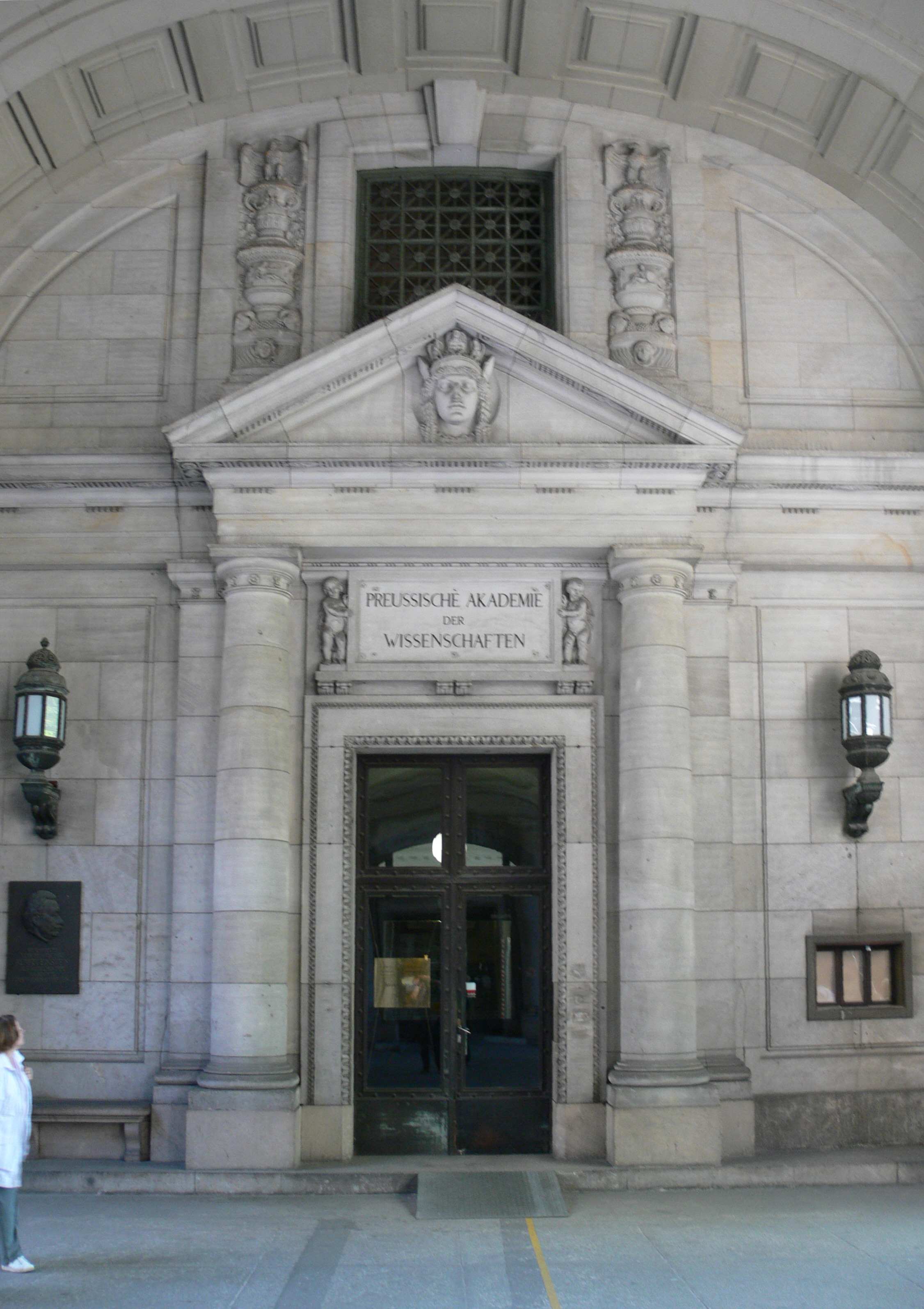
Lối vào Viện Hàn lâm Khoa học Phổ cũ trên Unter Den Linden 8. Ngày nay là Thư viện Nhà nước Berlin.

Viện Hàn lâm Khoa học Hoàng gia Phổ (tiếng Đức: Königlich-Preußische Akademie der Wissenschaften ) là một học viện được thành lập tại Berlin, Đức vào ngày 11 tháng 7 năm 1700, bốn năm sau Akademie der Künste. Vào thế kỷ 18, đây là một tổ chức ngôn ngữ Pháp, và thành viên tích cực nhất của nó là Huguenot đã trốn chạy sau cuộc đàn áp tôn giáo ở Pháp.
Hoàng tử cử tri Frederick III của Brandenburg, Đức thành lập Học viện dưới tên Kurfürstlich Brandenburgische Societät der Wissenschaften ("Hiệp hội khoa học bầu cử Brandenburg") theo lời khuyên của Gottfried Leibniz, người được bổ nhiệm làm chủ tịch. Không giống như các Học viện khác, Học viện Phổ không được tài trợ trực tiếp từ kho bạc nhà nước. Frederick đã cho nó độc quyền sản xuất và bán lịch ở Brandenburg, một gợi ý từ Leibniz. Khi Frederick lên ngôi " Vua nước Phổ " vào năm 1701, tạo ra Vương quốc Phổ, Học viện được đổi tên thành Königlich Preußische Sozietät der Wissenschaften ("Hiệp hội Khoa học Hoàng gia Phổ"). Trong khi các Học viện khác tập trung vào một vài chủ đề, Học viện Phổ là người đầu tiên giảng dạy cả khoa học và nhân văn. Năm 1710, đạo luật Học viện được thiết lập, chia Học viện thành hai lớp khoa học và hai lớp nhân văn. Điều này không thay đổi cho đến năm 1830, khi các lớp vật lý-toán học và triết học-lịch sử thay thế bốn lớp cũ.
Triều đại của vua Frederick II xứ Phổ ("Frederick Đại đế") đã chứng kiến những thay đổi lớn đối với Học viện. Năm 1744, Nouvelle Société Littéraire và Hiệp hội Khoa học đã được sáp nhập thành Königliche Akademie der Wissenschaften ("Học viện Khoa học Hoàng gia"). Một nghĩa vụ từ đạo luật mới là các cuộc gọi công khai cho các ý tưởng về các câu hỏi khoa học chưa được giải quyết với phần thưởng bằng tiền cho các giải pháp. Học viện đã mua lại các cơ sở nghiên cứu của riêng mình vào thế kỷ 18, bao gồm một đài thiên văn vào năm 1709; một nhà hát giải phẫu vào năm 1717; một Collegium medico-chirurgicum vào năm 1723; một vườn thực vật vào năm 1718; và một phòng thí nghiệm vào năm 1753. Tuy nhiên, những thứ này sau đó đã được Đại học Berlin tiếp quản.
Là một tổ chức ngôn ngữ Pháp, các ấn phẩm của nó bằng tiếng Pháp như Histoire de l'Academie royale des sc khoa et belles lettres de Berlin được xuất bản từ năm 1745 đến 1796.
Một nhà sử học ngôn ngữ học từ Đại học Princeton, Hans Aarsleff, lưu ý rằng trước khi Frederick lên ngôi năm 1740, học viện đã bị lu mờ bởi những cơ quan tương tự ở London và Paris. Frederick đã biến tiếng Pháp thành ngôn ngữ chính thức và triết lý đầu cơ trở thành chủ đề quan trọng nhất của nghiên cứu. Tư cách thành viên rất mạnh về toán học và triết học, và bao gồm các nhà triết học đáng chú ý như Immanuel Kant, Jean-Baptiste le Rondorlembert, Pierre-Louis de Maupertuis và Etienne de Condillac. Tuy nhiên, học viện đã gặp khủng hoảng trong hai thập kỷ vào giữa thế kỷ, do những vụ bê bối và sự cạnh tranh nội bộ như các cuộc tranh luận giữa quan điểm của Newtonianism và Leibnizian, và xung đột về tính cách giữa nhà triết học Voltaire và nhà toán học Maupertuis. Ở cấp độ cao hơn, Maupertuis, giám đốc từ năm 1746 đến 1759 và là một nhà quân chủ, đã lập luận rằng hành động của các cá nhân được hình thành bởi tính cách của tổ chức có họ, và họ làm việc vì vinh quang của nhà nước. Ngược lại, talembert đã chọn một cách tiếp cận cộng hòa thay vì quân chủ và nhấn mạnh Cộng hòa Thư quốc tế là phương tiện cho tiến bộ khoa học. Tuy nhiên, đến năm 1789, học viện đã đạt được danh tiếng quốc tế trong khi đóng góp lớn cho văn hóa và tư tưởng Đức. Frederick đã mời Joseph-Louis Lagrange kế nhiệm Leonhard Euler làm giám đốc; cả hai đều là những nhà toán học đẳng cấp thế giới. Những trí thức khác bị thu hút vào vương quốc của triết gia là Francesco Algarotti, Jean-Baptiste de Boyer và Julien Offray de La Mettrie. Immanuel Kant đã xuất bản các tác phẩm tôn giáo ở Berlin, nơi sẽ bị kiểm duyệt ở những nơi khác ở châu Âu.
Bắt đầu từ năm 1815, các doanh nghiệp nghiên cứu do các ủy ban của Học viện (như Ủy ban Khảo cổ Hy Lạp-La Mã hoặc Ủy ban Phương Đông) lãnh đạo đã được thành lập tại Học viện. Họ sử dụng hầu hết các nhà khoa học để làm việc cùng với các thành viên của ủy ban tương ứng. Các khoa của trường đại học bắt nguồn từ một số các doanh nghiệp này sau năm 1945.
Vào ngày 25 tháng 11 năm 1915, Albert Einstein đã trình bày các phương trình tương đối tổng quát của mình cho Học viện.
Dưới sự cai trị của Đức Quốc xã từ năm 1933 đến năm 1945, Học viện phải tuân theo Gleichschaltung, một quá trình " Phát xít hóa " được thành lập để giành quyền kiểm soát toàn trị đối với các khía cạnh khác nhau của xã hội. Tuy nhiên, so với các tổ chức khác, chẳng hạn như các trường đại học nơi nhân viên và thành viên Do Thái bị trục xuất bắt đầu từ năm 1933, các thành viên Học viện Do Thái không bị trục xuất cho đến năm 1938, theo yêu cầu trực tiếp của Bộ Giáo dục. Đạo luật mới của Học viện có hiệu lực vào ngày 8 tháng 6 năm 1939, tổ chức lại Học viện theo nguyên tắc lãnh đạo của Đức Quốc xã được gọi là Führerprinzip.
Sau Thế chiến II, Cục Quản lý Quân sự Liên Xô tại Đức, hay SMAD , đã tổ chức lại Học viện dưới tên Deutsche Akademie der Wissenschaften zu Berlin (tiếng Anh: German Academy of Sciences at Berlin ) vào ngày 1 tháng 7 năm 1946. Năm 1972, nó được đổi tên thành Akademie der Wissenschaften der DDR hoặc AdW (tiếng Anh: Academy of Sciences of the GDR ). Vào thời kỳ đỉnh cao, AdW có 400 nhà nghiên cứu và 24.000 nhân viên tại các địa điểm trên khắp Đông Đức. Sau khi thống nhất nước Đức, Học viện đã bị giải tán và Berlin-Brandenburgische Akademie der Wissenschaften (" Học viện Khoa học và Nhân văn Berlin-Brandenburg ") được thành lập tại vị trí của nó, phù hợp với một hiệp ước năm 1992 giữa Nghị viện bang Berlin và Brandenburg. 60 thành viên AdW đã phá vỡ và thành lập Hội Leibniz tư nhân vào năm 1993.
- Jacob Paul von Gundling
- Dimitrie Cantemir, thành viên nước ngoài 1714
- Gassen von Stein, Phó Chủ tịch, Bác sĩ và thành viên; 1732
- Leonhard Euler 1741 – 1766
- Joseph-Louis Lagrange 1766 – 1786
- Montesquieu, thành viên nước ngoài 1746
- Denis Diderot, thành viên nước ngoài 1751
- Johann Heinrich Lambert, c. 1763
- Immanuel Kant, thành viên nước ngoài 1786
- Voltaire, c. 1750
- Asmus Ehrenreich von Bredow, Trung tướng, ngày 30 tháng 11 năm 1753 [8]
- Gotthold Ephraim Lessing, thành viên nước ngoài 1769
- Friedrich Schleiermacher, thành viên thích hợp 1810
- Hermann von Helmholtz, thành viên tương ứng 1857; thành viên nước ngoài 1870; thành viên thích hợp 1871
- Ferdinand Georg Frobenius, thành viên thích hợp 1893
- Max Planck, thành viên thích hợp 1894
- Alexander Stuart Murray, thành viên tương ứng 1900
- Fritz Haber
- Albert Einstein, thành viên thích hợp 1914
- Kurt Sethe, thành viên tương ứng 1920; thành viên thích hợp 1930
- Hermann Grapow, thành viên thích hợp 1938
- Christoph Ludwig von Stille 1696 – 1752, người phụ trách

1. 1 2 3  "The Berlin Academy of Science". MacTutor History of Mathematics archive. tháng 8 năm 2004. Truy cập ngày 14 tháng 6 năm 2013.
2. 1 2 3  "Berlin-Brandenburg Academy of Sciences and Humanities". Akademienunion.de. Bản gốc lưu trữ ngày 27 tháng 6 năm 2013. Truy cập ngày 14 tháng 6 năm 2013.
3. ↑  "History of the Berlin-Brandenburg Academy of Sciences and Humanities". Berlin-Brandenburgische Akademie der Wissenschaften. Bản gốc lưu trữ ngày 14 tháng 5 năm 2019. Truy cập ngày 14 tháng 6 năm 2013.
4. ↑  Mary Terrall, "The Culture of Science in Frederick the Great's Berlin," History of Science, Dec 1990, Vol. 28 Issue 4, pp 333-364
5. ↑  Hans Aarsleff, "The Berlin Academy under Frederick the Great," History of the Human Sciences, May 1989, Vol. 2 Issue 2, pp 193-206
6. ↑  President of the Berlin-Brandenburg Academy of Sciences and Humanities (Pub.) A History of more than 300 Years. Berlin-Brandenburg Academy of Sciences and Humanities. Formerly the Prussian Academy of Sciences. BBAW, Berlin 2009, ISBN 978-3-939818-14-4 (English and German), p. 59-69.
7. ↑  Notzoldt, Peter; Walther, Peter Th. (2004). "The Prussian Academy of Sciences during the Third Reich". Minerva: A Review of Science, Learning and Policy. Quyển 42 số 4. tr. 421–444. Truy cập ngày 14 tháng 6 năm 2013.
8. ↑  30. November 1753 Ehrenmitglied der Königlich-Preußische Akademie der Wissenschaften. See Werner Hartkopf: Die Berliner Akademie der Wissenschaften: ihre Mitglieder und Preisträger. Akademie-Verlag, Berlin 1992, ISBN 3-05-002153-5, S. 45

- Chủ tịch Viện Khoa học và Nhân văn Berlin-Brandenburg (Pub. Lưu trữ ngày 16 tháng 11 năm 2016 tại Wayback Machine ) Lịch sử hơn 300 năm. Lưu trữ ngày 16 tháng 11 năm 2016 tại Wayback Machine Học viện Khoa học và Nhân văn Berlin-Brandenburg. Lưu trữ ngày 16 tháng 11 năm 2016 tại Wayback Machine Trước đây là Học viện Khoa học Phổ. Lưu trữ ngày 16 tháng 11 năm 2016 tại Wayback Machine BBAW, Berlin 2009 Lưu trữ ngày 16 tháng 11 năm 2016 tại Wayback Machine , ISBN 978-3-939818-14-4    (tiếng Anh và tiếng Đức)
- Berlin-Brandenburgische Akademie der Wissenschaften (Hrsg. Lưu trữ ngày 22 tháng 12 năm 2016 tại Wayback Machine ): Vertrieben aus rassistischen Gründen. Lưu trữ ngày 22 tháng 12 năm 2016 tại Wayback Machine Ausstellung im Rahmen des Berliner Themenjahres 2013 Zerstörte Vielfalt. Lưu trữ ngày 22 tháng 12 năm 2016 tại Wayback Machine Berlin 1933 Từ1938 Lưu trữ ngày 22 tháng 12 năm 2016 tại Wayback Machine BBAW, Berlin 2013[liên kết hỏng] ISBN 978-3-939818-48-9

- MacTutor, Viện hàn lâm Khoa học Berlin, Đại học St. Andrew, Scotland.
- Lịch sử của Viện Hàn lâm Khoa học (tiếng Đức)
- Báo cáo hội nghị của Viện hàn lâm Khoa học Phổ (bằng tiếng Đức) tại wikisource